# うれしはずかし物語
『うれしはずかし物語』（うれしはずかしものがたり）は、ジョージ秋山による、日本の漫画作品。

## 概要
『週刊漫画ゴラク』（日本文芸社）にて連載された。単行本は全5巻。

## 主な登場人物
チャコ
三国裕介

## 映画
1988年3月19日公開。

### キャスト
- 川上麻衣子（チャコ）
- 寺田農（三国裕介）
- 本阿弥周子（三国和歌子）
- 渡浩行（外山）
- 麻生かおり（康子）
- 佐久間哲（舟戸）
- 草見潤平（雨宮）
- 島村紀之（三国広志）
- 持田美保（三国かすみ）
- 三田村賢二（中原）
- 椎名桔平（中原の部下）
- 梅津栄（不動産屋の男）

### スタッフ
- 監督：東陽一
- 企画：角田豊
- プロデューサー：千葉好二
- 脚本：竹山洋
- 撮影：川上皓市
- 美術：内田欣哉
- 照明：磯崎英範
- 選曲：伊藤晴康
- 録音：酒匂芳郎
- 編集：市原啓子
- 助監督：天間敏広
- スチール：井本俊康
- 配給：日活

### 受賞
- 第10回ヨコハマ映画祭 助演女優賞（本阿弥周子）

## オリジナルビデオ
1991年から1992年に「新・うれしはずかし物語」のタイトルで三作品にっかつビデオ製作。

### キャスト
- 安原麗子（チャコ）
- 秋野太作（三国裕介）
- 岩間さおり
- 三浦真弓
- 田口トモロヲ
- ガダルカナル・タカ

パート2 週末のシンデレラ
- 安原麗子
- 福沢正典
- 浜田光夫
- 高沢順子
- 国舞亜矢
- 桜井久美
- つまみ枝豆
- 田口トモロヲ
- 泉見洋平

パート3 天使のキスマーク
- 安原麗子
- 村瀬絵美
- 斉木しげる
- テレサ野田
- 松居一代
- 宅八郎
- モロ師岡

### スタッフ
- 監督：大谷康之
- 脚本：柳田剛一(1)、村上修(2.3)

### 撮影
安原麗子は、秋野太作と浜田光夫の二人とベッドシーンがあり、秋野も浜田もベッドシーンは初めてで、浜田は「キスシーンも吉永小百合以来だよ」と言ったという。